# Aerofilms
AEROFILMS s.r.o. je filmová distribuční společnost působící v České republice od roku 2006. Vedle celovečerních filmů a dokumentů distribuuje do kin jako alternativní obsah také živé přenosy či záznamy z newyorské Metropolitní opery, londýnských divadel pod hlavičkou National Theatre Live, baletu Royal Opera House i hudebních koncertů. Do roku 2022 provozovala také vlastní streamovací platformu Aerovod, jejíž obsah se přesunul na platformu KVIFF.TV.

## Historie
Distribuční společnost Aerofilms vznikla v roce 2006 jako sesterská firma pražských kin Aero a Světozor. Vedení společnosti se ujal dramaturg Aera Ivo Andrle.
Od roku 2012 provozovala firma vlastní VoD platformu Aerovod. Provoz platformy byl ukončen v roce 2022, kdy její obsah přešel pod KVIFF.tv.
V roce 2021 uvedla společnost do kin první film vytvořený ve vlastní produkci, dokument Svéráz českého rybolovu, režírovaný Ivanou Pauerovou Miloševičovou a produkovaný Annou Lísalovou.
V roce 2021 odkoupila většinový podíl v Aerofilms společnost KVIFF Group, spadající pod investiční skupinu Rockaway Capital.